# Nanda Devi
Nanda Devi je druga najvišja gora v Indiji, takoj za Kangčendzengo in najvišja v celoti v državi. (Kangčendzenga je na meji med Indijo in Nepalom.) Nanda Devi je 23. najvišji vrh na svetu.
Nanda Devi je veljala za najvišjo goro na svetu, preden so izračuni leta 1808 dokazali, da je Dhaulagiri višji. Bila je tudi najvišja gora v Indiji do leta 1975, ko je Sikim, neodvisno kraljestvo do leta 1948 in nato protektorat Indije, postal del Republike Indije. Leži v okrožju Čamoli v Uttarakhandu, med dolino Riši Ganga na zahodu in dolino Gori Ganga na vzhodu.
Vrh, katerega ime pomeni boginja, ki daje blaženost, velja za boginjo zavetnico Himalaje Garhval in Kumaon. V potrditev njenega verskega pomena in za zaščito njenega krhkega ekosistema je indijska vlada leta 1983 razglasila vrh in krog visokih gora, ki ga obdajajo – svetišče Nanda Devi – za prepovedano tako domačinom kot plezalcem. Narodni park Nanda Devi, ki vrh obkroža, je bil leta 1988 vpisan za Unescov seznam svetovne dediščine.

## Opis in pomembne lastnosti
Nanda Devi je masiv z dvema vrhovoma, ki tvori 2 kilometra visok greben, usmerjen v smeri vzhod-zahod. Zahodni vrh je višji od vzhodnega vrha, ki se imenuje Nanda Devi East (lokalno znan kot Sunanda Devi). Glavni vrh varuje pregradni obroč, ki obsega nekaj najvišjih gora v indijski Himalaji, od katerih jih dvanajst presega višino 6400 metrov, kar dodatno dviguje njen sveti status hčere Himalaje v indijski folklori. Notranjost tega skoraj nepremostljivega obroča je znana kot svetišče Nanda Devi in je zaščitena kot narodni park Nanda Devi. Nanda Devi East leži na vzhodnem robu obroča (in parka), na meji okrožij Čamoli, Pithoragarh in Bagešvar.
Vrhove skupaj lahko imenujemo vrhovi boginj Nande in Sunande. Te boginje so se pojavljale skupaj v starodavni sanskrtski literaturi (Srimad Bhagvatam ali Bhagavata Purana) in jih častijo skupaj kot dvojčici v Kumaonu, Garhvalu in drugod po Indiji. Zdi se, da je prva objavljena omemba Nanda Devi East kot Sunanda Devi v nedavnem romanu (Malhotra 2011), ki ima za ozadje regijo Kumaon.
Poleg tega, da je 23. najvišji neodvisni vrh na svetu, je Nanda Devi znan tudi po veliki, strmi vzpetini nad lokalnim terenom. Dviga se več kot 3300 metrov nad svojo neposredno jugozahodno bazo na ledeniku Dakšini Nanda Devi v približno 4,2 kilometrih, njegov dvig nad ledeniki na severu pa je podoben. Zaradi tega je med najstrmejšimi vrhovi na svetu v tej lestvici, tesno primerljiv na primer z lokalnim profilom K2. Nanda Devi je impresiven tudi glede na teren, ki je nekoliko bolj oddaljen, saj ga obkrožajo razmeroma globoke doline. Na primer, dviga se več kot 6500 metrov nad dolino Goriganga v samo 50 km.
Na severni strani masiva leži ledenik Utari Nanda Devi, ki se izliva v ledenik Utari Riši. Na jugozahodu je ledenik Dakhini Nanda Devi, ki se izliva v ledenik Dakhini Riši. Vsi ti ledeniki so znotraj svetišča in se izlivajo proti zahodu v Riši Ganga. Na vzhodu leži ledenik Paču, na jugovzhodu pa ledenika Nandaghunti in Lavan, ki napajata Lavan Gad; vsi se izlivajo v dolino Milam. Na jugu je ledenik Pindari, ki se izliva v reko Pindar. Samo južno od Sunanda Devi, ki ločuje drenažo Lavan Gad od ledenika Dakhini Nanda Devi, je Longstaf Col, 5910 m, eden od visokih prelazov, ki varujejo dostop do svetišča Nanda Devi. Za seznam pomembnih vrhov svetišča in njegove okolice glejte Narodni park Nanda Devi.

## Zgodovina raziskovanja in plezanja
Vzpon na Nanda Devi je zahteval petdeset let napornega raziskovanja v iskanju prehoda v svetišče. Izhod je soteska Riši, globok, ozek kanjon, ki ga je zelo težko varno prehoditi in je največja ovira za vstop v svetišče; katera koli druga pot vključuje težke prelaze, od katerih je najnižji 5180 m. Hugh Ruttledge je v 1930-ih trikrat poskušal doseči vrh in vsakič ni uspel. V pismu za The Times je zapisal, da »Nanda Devi svojim votarjem vsiljuje sprejemni preizkus, ki še presega njihovo spretnost in vzdržljivost« in dodal, da je samo pridobitev vstopa v svetišče Nanda Devi težje kot doseči severni tečaj. Leta 1934 sta britanska raziskovalca Eric Shipton in H. W. Tilman s tremi spremljevalci šerp, Angtharkayem, Pasangom in Kusangom, končno odkrila pot skozi sotesko Riši v svetišče.
Ko se je pozneje leta 1936 na goro povzpela britansko-ameriška ekspedicija, je postal najvišji vrh, na katerega se je povzpel človek do vzpona na Anapurno leta 1950, 8091 metrov. (Vendar so Britanci na Mount Everestu v 1920-ih že dosegli višje nevršne višine in možno je, da je George Mallory dosegel vrh Everesta leta 1924.) Vključevalo je tudi strmejši in bolj vztrajen teren, kot so ga poskušali doseči tako visoki nadmorski višini. Odprava se je povzpela na južni greben, znan tudi kot greben Coxcomb, ki vodi relativno neposredno na glavni vrh. Par na vrhu sta bila H. W. Tilman in Noel Odell; Charles Houston naj bi bil namesto Tilmana, a se je hudo zastrupil s hrano. Znani alpinist in gorniški pisec H. Adams Carter je bil tudi na odpravi, ki je bila znana po svojem majhnem obsegu in lahki etiki: vključevala je samo sedem plezalcev in ni uporabljala nobenih fiksnih vrvi niti nobene podpore Šerp nad 6200 m . Eric Shipton, ki ni sodeloval pri samem vzponu, ga je označil za »najboljši alpinistični dosežek, ki je bil kdajkoli izveden v Himalaji.«
Po neuspelih poskusih indijskih odprav leta 1957 in 1961 je drugi vzpon na Nanda Devi opravila indijska ekipa pod vodstvom N. Kumarja leta 1964 po Coxcombovi poti.

### Misija Cie
Od leta 1965 do 1968 je Centralna obveščevalna agencija (CIA) v sodelovanju z Obveščevalnim uradom (IB) poskušala postaviti telemetrično prisluškovalno napravo na jedrski pogon na vrh Nanda Devija. Ta naprava je bila zasnovana za prestrezanje telemetričnih signalov iz poskusnih izstrelitev raket, izvedenih v provinci Xinjiang, v času relativnega povoja kitajskega raketnega programa. Odprava se je umaknila zaradi nevarnih vremenskih razmer in pustila napravo blizu vrha Nanda Devi. Naslednjo pomlad so se vrnili, da bi poiskali napravo, kar se je končalo neuspešno. Zaradi te dejavnosti Cie je bilo svetišče zaprto za tuje odprave skozi večji del šestdesetih let. Leta 1974 je bilo svetišče ponovno odprto.

### Nadaljnji vzponi
Težko novo smer, severozahodno oporo, je leta 1976 preplezala 13-članska ekipa. Trije Američani, John Roskelley, Jim States in Louis Reichardt, so se povzpeli 1. septembra. Odpravo so skupaj vodili Reichardt, H. Adams Carter (ki je bil na vzponu leta 1936) in Willi Unsoeld, ki se je povzpel na Zahodni greben Everesta leta 1963. Unsoeldova hči Nanda Devi Unsoeld, ki je dobila ime po vrhu, je umrl na tej odpravi. Trpel je za »drisko in izbruhom dimeljske kile, ki se je prvotno pojavil drugi dan priletnega pohoda« in je bil na višini 7200 metrov skoraj pet dni.
Leta 1980 je inženirski korpus indijske vojske naredil neuspešen poskus.
Temu je leta 1981 sledila še ena ekspedicija indijske vojske padalskega polka, ki je poskušala hkrati osvojiti glavne in vzhodne vrhove. Odprava je pred poskusom postavila spomenik Nandi Devi Unsoeldu na visokogorskem travniku Sarson Patal. Uspešen poskus je izgubil vse svoje vrhove.
Leta 1993 je 40-članska ekipa indijske vojske iz Inženirske enote dobila posebno dovoljenje. Cilj odprave je bil večplasten: opraviti ekološko raziskavo, počistiti smeti, ki so ostale za prejšnjimi odpravami, in se povzpeti na vrh. Ekipa pod vodstvom podpolkovnika V.K. Bhatta je med drugim vključila številne znanstvenike in ekologe za divje živali iz indijskega Inštituta za divje živali, Centra za ornitologijo in naravoslovje Salima Alija, Svetovnega sklada za naravo in Inštituta Govind Ballabh Pant za himalajsko okolje in razvoj. Ekspedicija je izvedla obsežno ekološko raziskavo in iz parka z nosačem in helikopterjem odstranila več kot 1000 kilogramov odpadkov. Poleg tega je vrh doseglo pet pohodnikov: Amin Naik, Anand Swaroop, G. K. Sharma, Didar Singh in S. P. Bhatt.

## Novejša zgodovina in varstvo
Po ponovnem odprtju svetišča leta 1974 za tuje plezalce, pohodnike in domačine je bil krhki ekosistem kmalu ogrožen zaradi sečnje drv, smetenja in paše. Že leta 1977 so opazili resne okoljske težave, svetišče pa so ponovno zaprli leta 1983. Trenutno Nanda Devi tvori jedro biosfernega rezervata Nanda Devi (ki vključuje narodni park Nanda Devi), ki ga je indijska vlada razglasila leta 1982. Leta 1988 je bil narodni park Nanda Devi vpisan na Unescov seznam svetovne dediščine, »izjemne kulturne oz. naravni pomen za skupno dediščino človeštva«. Celotno svetišče in s tem glavni vrh (in notranji pristopi do bližnjih vrhov) so prepovedani za domačine in plezalne odprave, čeprav je bila enkratna izjema narejena leta 1993 za 40-člansko ekipo Inženirskega korpusa indijske vojske, da bi preverili stanje okrevanja in odstranili smeti, ki so jih pustile predhodne odprave. Sunanda Devi ostaja odprta z vzhodne strani in vodi do standardne smeri južnega grebena. Po trajni kampanji lokalne skupnosti, kot se odraža v Deklaraciji Nanda Devi iz leta 2001, je bilo osrednje območje Nanda Devi leta 2003 odprto za omejeno ekoturistično dejavnost. Leta 2006 je kampanja povabila pohodnice iz 4 držav med otvoritvenim pohodom po narodnem parku. Kot nadaljevanje je Kampanja za kulturno preživetje in trajnostno preživetje oblikovala Interpretativno potovanje v narodni park Nanda Devi. V vasi Lata, prehodu v narodni park Nanda Devi, se razvija Interpretacijski center o biokulturni raznolikosti nacionalnega parka Nanda Devi. Največ 500 pohodnikov lahko zdaj vstopi v osrednjo cono do Dharansija med majem in oktobrom. Pot do narodnega parka Nanda Devi se začne iz vasi Lata, ki je 25 kilometrov gorvodno od mesta Jošimath ob cesti Niti-Malari.

## Poplava 2021
7. februarja 2021 so poročali, da se je del ledenika Nanda Devi odlomil, zaradi česar sta reki Dhauli Ganga in Riši Ganga poplavili. En jez pri projektu hidroelektrarne Dhauliganga v vasi Reni je bil uničen, drugi pa se je delno porušil. Po prvih poročilih je umrlo devet ljudi, 140 pa jih pogrešajo. Tudi gladina vode na Alaknandi se je dvignila.

## Galerija
- Pogled na vrh Nanda Devi z zahoda blizu kampa Deodi v soteski Riši Ganga
- Pogled na vrh Nanda Devi iz zunanjega svetišča blizu Budžgare
- Pogled na vrh Nanda Devi iz zunanjega svetišča blizu Budžgare od blizu
- Širok razgled na vrhove Nanda Devi na JV s pobočij Kalanke v Čangabang Galu
- Pogled z vrha Nanda Devi N s pobočja Deo Damla
- Severna stena Nanda Devi, pogled iz pristopne doline Deo Damla